# De Toendra's
De Toendra's was een Nederlandse band maar ook amusementsorkest afkomstig uit Oud Gastel in de Nederlandse provincie Noord-Brabant en bestond uit Piet Heynen, Geert Elsten, Gerry de Jong en Rien Lazaroms. De band ontstond begin jaren tachtig uit "De Stravelli's". 
Het meest bekende nummer was in 1984 "Ik wil weer naar huis" dat ging over een eenzame straatmuzikant uit de provincie die in de grote stad Amsterdam zijn geluk wilde beproeven en in een drukke winkelstraat voor het publiek ging spelen. Hij voelde zich in de "grote stad" echter niet thuis en was volkomen ontheemd en werd door het publiek niet gezien. Hij verlangde binnen de kortste keren terug naar huis en nam daarom de eerste trein weer terug. Omdat hij vond dat hij als muzikant had gefaald wilde hij stoppen en zijn gitaar verkopen, dit omdat hij geen rooie cent had verdiend. Het nummer stond vier weken in de Nederlandse Top 40 met als hoogste plaats nummer 33.
Andere nummers waren onder meer: "Het waren rode rozen", "Radio Allegro", "In 'n klein café", "Kom eens dicht bij mij", 
"Haven van Capri" en "Kaspische Zee".
In de jaren negentig werd de band opgeheven en Rien Lazaroms vormde later samen met Gerry de Jong de band "Carbon" vanaf 1996. Rien overleed op 6 juli 2012 op 59-jarige leeftijd.